# Comuna de Firlej
Firlej (polaco: Gmina Firlej) é uma gminy (comuna) na Polónia, na voivodia de Lublin e no condado de Lubartowski. A sede do condado é a cidade de Firlej.
De acordo com os censos de 2007, a comuna tem 6174 habitantes, com uma densidade 48,9 hab/km².

## Área
Estende-se por uma área de 126,37 km², incluindo:
- área agricola: 66%
- área florestal: 26%

## Demografia
Dados de 30 de Junho 2004:
|                      | Total   | Total | Mulheres | Mulheres | Homens  | Homens |
| -------------------- | ------- | ----- | -------- | -------- | ------- | ------ |
|                      | pessoas | %     | pessoas  | %        | pessoas | %      |
| População            | 6295    | 100   | 3163     | 50,2     | 3132    | 49,8   |
| Densidade (pop./km²) | 49,8    | 100   | 25       | 25       | 24,8    | 24,8   |

De acordo com dados de 2002, o rendimento médio per capita ascendia a 1534,86 zł.

## Subdivisões
- Baran, Bykowszczyzna, Czerwonka-Gozdów, Czerwonka Poleśna, Firlej, Kunów, Łukówiec, Majdan Sobolewski, Nowy Antonin, Pożarów, Przypisówka, Serock, Sobolew-Kolonia, Sobolew, Stary Antonin, Sułoszyn, Wola Skromowska, Wólka Mieczysławska, Wólka Rozwadowska, Zagrody Łukówieckie.

## Comunas vizinhas
- Kamionka, Kock, Lubartów, Michów, Ostrówek